# Albert Cappelle
Albert Désiré Cappelle (Menen, 6 september 1849 - 8 september 1924) was een Belgisch senator.

## Levensloop
Cappelle was een zoon van Charles Cappelle (1805-1851) en Sophie Virginie Bonte (1816-1851). Hij trouwde in 1872 met Sidonie Vanderougstraete (1849-1932) en ze hadden elf kinderen: Albert (1873-1947), Joseph (1878-1930), Marguerite (1883-1959), Henri(1888-1966), Jean (1879-1943), Berthe (1884-1957), Alphonse (1890-1961), Charles (1877-1941), Madeleine (1881-1942), Maria Josephe (1885-1934) en Anna (1891-1919).
Cappelle was een vermogend industrieel en vlashandelaar.
Hij werd in 1884 verkozen tot gemeenteraadslid van Menen en werd het jaar daarop schepen, een mandaat dat hij behartigde tot aan zijn ontslag in 1907. Hij werd ook:
- voorzitter van de Burgerlijke Godshuizen (1887-1924);
- bestuurslid van de stedelijke kunstacademie (1886-1893);
- lid van het Beschermcomité van werkmanswoningen in het arrondissement Kortrijk.

In oktober 1894 werd hij verkozen tot katholiek provincieraadslid voor het kanton Menen. Hij had echter geen gelegenheid om te zetelen, want in november werd hij tot provinciaal senator gekozen, een mandaat dat hij behield tot in 1921.
Hij was verder ook nog:
- penningmeester van het katholiek schoolcomité in Menen (1879),
- weldoener van de katholieke scholen,
- erevoorzitter van de toneelgroep 'Iever en Eendracht',
- voorzitter van de fanfare 'L'Echo de la Lys',
- voorzitter van de Conferentie van Sint-Vincentius a Paulo voor de dekenij Menen.